# サクラメント・キングスのチーム記録
サクラメント・キングスチーム記録はNBAのサクラメント・キングスのチーム記録である。
現役選手の記録も取り上げる。各部門のランク中、太字の（現役）は現在このチームに在籍していることを表す。
- 各部門のランク内では2024-2025シーズンまでの記録を反映している。

## 通算得点
1. 22,009　オスカー・ロバートソン
2. 15,840　ジャック・トゥィマン
3. 12,070　ミッチ・リッチモンド
4. 11,064　ディアロン・フォックス（現役）
5. 10,894　ネイト・アーチボルド
6. 9,895　サム・レイシー
7. 9,894　デマーカス・カズンズ（現役）
8. 9,498　ペジャ・ストヤコヴィッチ
9. 9,107　ジェリー・ルーカス
10. 9,027　エディー・ジョンソン

## 通算リバウンド
1. 9,353　サム・レイシー
2. 8,876　ジェリー・ルーカス
3. 6,380　オスカー・ロバートソン
4. 6,257　ウェイン・エンブリー
5. 5,424　ジャック・トゥィマン
6. 5,056　デマーカス・カズンズ（現役）
7. 4,214　ラセール・トンプソン
8. 4,006　クリス・ウェバー
9. 3,812　アーニー・ライゼン
10. 3,746　ジェイソン・トンプソン

## 通算アシスト
1. 7,731　オスカー・ロバートソン
2. 3,563　サム・レイシー
3. 3,499　ネイト・アーチボルド
4. 3,146　ディアロン・フォックス（現役）
5. 2,809　レジー・セウス
6. 2,580　マイク・ビビー
7. 2,409　ラリー・ドリュー
8. 2,322　フィル・フォード
9. 2,250　ボブ・デイヴィス
10. 2,128　ミッチ・リッチモンド

## 通算ブロック（73-74シーズンから）
1. 1,098　サム・レイシー
2. 697　ラセール・トンプソン
3. 695　デュアン・コーズウェル
4. 558　デマーカス・カズンズ（現役）
5. 553　クリス・ウェバー
6. 523　ブラデ・ディバッツ
7. 394　ジェイソン・トンプソン
8. 361　ライオネル・シモンズ
9. 353　ブラッド・ミラー
10. 343　フランシスコ・ガルシア

## 通算スティール（73-74シーズンから）
1. 950　サム・レイシー
2. 731　ディアロン・フォックス（現役）
3. 717　ダグ・クリスティ
4. 670　ミッチ・リッチモンド
5. 661　デマーカス・カズンズ（現役）
6. 640　スコット・ウェドマン
7. 584　マイク・ビビー
8. 568　クリス・ウェバー
9. 564　マイク・ウッドソン
10. 543　ペジャ・ストヤコヴィッチ

## 出場試合
1. 888　サム・レイシー
2. 823　ジャック・トゥィマン
3. 752　オスカー・ロバートソン
4. 653　エイドリアン・スミス
5. 603　ウェイン・エンブリー
6. 568　ボビー・ヴァンツァー
7. 546　スコット・ウェドマン
8. 541　ジェイソン・トンプソン
9. 518　ペジャ・ストヤコヴィッチ
10. 517　ミッチ・リッチモンド

## 3ポイントシュート（NBAでは79-80より公式記録）成功
1. 1,248　バディ・ヒールド（現役）
2. 1,070　ペジャ・ストヤコヴィッチ
3. 993　ミッチ・リッチモンド
4. 789　ディアロン・フォックス（現役）
5. 775　マイク・ビビー
6. 678　ハリソン・バーンズ（現役）
7. 543　キーガン・マレー（現役）
8. 475　フランシスコ・ガルシア
9. 459　ケビン・マーティン
10. 430　マリーク・モンク（現役）

## フリースロー成功
1. 6,583　オスカー・ロバートソン
2. 3,366　ジャック・トゥィマン
3. 3,002　ネイト・アーチボルド
4. 2,617　ミッチ・リッチモンド
5. 2,604　デマーカス・カズンズ（現役）
6. 2,179　ボビー・ヴァンツァー
7. 2,173　エイドリアン・スミス
8. 2,105　ディアロン・フォックス（現役）
9. 2,023　アーニー・ライゼン
10. 2,010　ボブ・デイヴィス

## 50得点以上
60得点
- ディアロン・フォックス（vs MIN / 2024年11月15日）

59得点
- ジャック・トゥィマン（vs MNL / 1960年1月15日）

56得点
- オスカー・ロバートソン（vs LAL / 1964年12月18日）
- デマーカス・カズンズ（vs CHA / 2016年1月25日）

55得点
- ネイト・アーチボルド（vs POR / 1972年2月23日）
- デマーカス・カズンズ（vs POR / 2016年12月20日）

52得点
- ネイト・アーチボルド（vs NYK / 1973年1月9日）
- ネイト・アーチボルド（vs ATL / 1973年1月27日）

51得点
- ネイト・アーチボルド（vs HOU / 1972年11月18日）
- クリス・ウェバー（vs IND / 2001年1月5日）

50得点
- ジャック・トゥィマン（vs STL / 1959年2月28日）
- オスカー・ロバートソン（vs PHI / 1965年2月6日）

## その他
- シーズン最多平均スタッツ
  - 得点：34.0　ネイト・アーチボルド（1972-73シーズン）
  - リバウンド：21.1　ジェリー・ルーカス（1965-66シーズン）
  - アシスト：11.7　ラジョン・ロンド（2015-16シーズン）
  - スティール：2.8　ブライアン・テイラー（1976-77シーズン）
  - ブロック：2.7　デュアン・コーズウェル（1991-92シーズン）
- シーズン最多通算スタッツ
  - 得点：2,719　ネイト・アーチボルド（1972-73シーズン）
  - リバウンド：1,668　ジェリー・ルーカス（1965-66シーズン）
  - アシスト：910　ネイト・アーチボルド（1972-73シーズン）
  - スティール：199　ブライアン・テイラー（1976-77シーズン）
  - ブロック：215　デュアン・コーズウェル（1991-92シーズン）
- 新人最多平均スタッツ
  - 得点：30.5　オスカー・ロバートソン（1960-61シーズン）
  - リバウンド：17.4　ジェリー・ルーカス（1963-64シーズン）
  - アシスト：9.7　オスカー・ロバートソン（1960-61シーズン）
- トリプル・ダブル達成回数（1979-80シーズンより公式記録）
  - 176回：オスカー・ロバートソン
  - 50回：ドマンタス・サボニス
  - 14回：クリス・ウェバー
  - 13回：ノーム・ヴァン・ライアー
  - 12回：モーリス・ストークス
- ミッチ・リッチモンドは90年代を通してカール・マローンに次いで2位の得点を残している。

## 主なアメリカ国籍以外の選手
- ペジャ・ストヤコヴィッチ（セルビア）
- ブラデ・ディバッツ（セルビア）
- タリク・アブドゥル＝ワハド（フランス）
- ヒド・ターコルー（トルコ）
- ダリアス・ソンガイラ（リトアニア）
- ヴィタリー・ポタペンコ（ウクライナ）
- セルゲイ・モニア（ロシア）
- フランシスコ・ガルシア（ドミニカ共和国）
- オムリ・カスピ（イスラエル）
- マルコ・ベリネッリ（イタリア）
- バディ・ヒールド（バハマ）
- アレックス・レン（ウクライナ）
- ニーミアス・クエタ（ポルトガル）
- トレイ・ライルズ（カナダ）
- チマ・モネキ（ナイジェリア）
- ドマンタス・サボニス（リトアニア）
- クリス・ドゥアルテ（ドミニカ共和国）
- アレクサンダー・ヴェゼンコフ（ブルガリア）
- ヨナス・ヴァランチューナス（リトアニア）